# Spectravideo SV-318
Lo Spectravideo SV-318 o Spectravideo 318, a volte anche SVI-318, è un home computer a 8 bit prodotto nel 1983. Rappresentava il modello base della gamma di computer commercializzati da Spectravideo. È basato sullo Zilog Z80, è dotato di 16 kB di memoria RAM e di 16 KB di memoria grafica. Presenta una tastiera con tasti in gomma e un dispositivo combinato che funge sia da cursor pad che da joystick.
Lo SV-318 è funzionalmente identico al fratello maggiore Spectravideo SVI-328: le sole differenze tra i due sistemi sono rappresentate dalla tastiera e dalla quantità di memoria RAM presente.

## Specifiche tecniche
- CPU: Zilog Z80A a 3,6 MHz[1]
- ROM: 32 KB
  - BIOS (16 KB)
  - BASIC (16 KB)
- RAM: 16 KB
- Chip grafico: Texas Instruments TMS9918 (VDP)
  - VRAM: 16 KB
  - Modo testo: 40×24 e 32×24
  - Risoluzione: 256×192 pixel a 16 colori
  - Sprite: 32 ad 1 colore, mass. 4 per linea orizzontale
- Chip audio: General Instrument AY-3-8910 (PSG)

## Software
Il sistema operativo è residente in ROM e include un interprete BASIC relativamente avanzato, lo Spectravideo BASIC, realizzato dalla Microsoft. Il software commerciale è costituito in buona parte da videogiochi su cassetta o cartuccia, ma si tratta di pochi titoli rispetto a quelli prodotti per altri home computer più noti. La maggior parte vennero pubblicati dalla stessa Spectravideo, mentre ci fu il generale disinteresse dei produttori esterni. Le possibilità si potevano ampliare aggiungendo l'adattatore SV-603, che permette di eseguire i giochi della console ColecoVision, o l'adattatore SVI-606, che permette di eseguire i programmi per MSX entro i 16kB di dimensioni.
Disponendo di un lettore di floppy e di 64k di RAM (ottenibile con una cartuccia di espansione della memoria oppure con il modello SV-328) si può eseguire il sistema operativo CP/M e relativo software.